# Lijst van voetbalinterlands België - Frankrijk
Deze lijst van voetbalinterlands is een overzicht van alle officiële voetbalwedstrijden tussen de nationale teams van België en Frankrijk. De buurlanden hebben tot op heden 78 keer tegen elkaar gespeeld. De eerste wedstrijd, een vriendschappelijk duel, was op 1 mei 1904 in Brussel. Dit was voor beide landen tevens de eerste officiële interland. Het laatste duel, een groepswedstrijd tijdens de UEFA Nations League 2024/25, vond plaats in de Belgische hoofdstad op 14 oktober 2024 

## Wedstrijden
| №  | Plaats              | Datum            | Competitie                  | Wedstrijd          | Uitslag |
| -- | ------------------- | ---------------- | --------------------------- | ------------------ | ------- |
| 1  | Brussel             | 1 mei 1904       | Vriendschappelijk           | België − Frankrijk | 3 − 3   |
| 2  | Brussel             | 7 mei 1905       | Vriendschappelijk           | België − Frankrijk | 7 − 0   |
| 3  | Saint-Cloud         | 22 april 1906    | Vriendschappelijk           | Frankrijk − België | 0 − 5   |
| 4  | Brussel             | 21 april 1907    | Vriendschappelijk           | België − Frankrijk | 1 − 2   |
| 5  | Colombes            | 12 april 1908    | Vriendschappelijk           | Frankrijk − België | 1 − 2   |
| 6  | Brussel             | 9 mei 1909       | Vriendschappelijk           | België − Frankrijk | 5 − 2   |
| 7  | Gentilly            | 3 april 1910     | Vriendschappelijk           | Frankrijk − België | 0 − 4   |
| 8  | Brussel             | 30 april 1911    | Vriendschappelijk           | België − Frankrijk | 7 − 1   |
| 9  | Saint-Ouen          | 28 januari 1912  | Vriendschappelijk           | Frankrijk − België | 1 − 1   |
| 10 | Brussel             | 16 februari 1913 | Vriendschappelijk           | België − Frankrijk | 3 − 0   |
| 11 | Lille               | 25 januari 1914  | Vriendschappelijk           | Frankrijk − België | 4 − 3   |
| 12 | Brussel             | 9 maart 1919     | Vriendschappelijk           | België − Frankrijk | 2 − 2   |
| 13 | Parijs              | 28 maart 1920    | Vriendschappelijk           | Frankrijk − België | 2 − 1   |
| 14 | Brussel             | 6 maart 1921     | Vriendschappelijk           | België − Frankrijk | 3 − 1   |
| 15 | Colombes            | 15 januari 1922  | Vriendschappelijk           | Frankrijk − België | 2 − 1   |
| 16 | Brussel             | 25 februari 1923 | Vriendschappelijk           | België − Frankrijk | 4 − 1   |
| 17 | Parijs              | 13 januari 1924  | Vriendschappelijk           | Frankrijk − België | 2 − 0   |
| 18 | Sint-Jans-Molenbeek | 11 november 1924 | Vriendschappelijk           | België − Frankrijk | 3 − 0   |
| 19 | Parijs              | 11 april 1926    | Vriendschappelijk           | Frankrijk − België | 4 − 3   |
| 20 | Sint-Jans-Molenbeek | 20 juni 1926     | Vriendschappelijk           | België − Frankrijk | 2 − 2   |
| 21 | Colombes            | 15 april 1928    | Vriendschappelijk           | Frankrijk − België | 2 − 3   |
| 22 | Rocourt             | 26 mei 1929      | Vriendschappelijk           | België − Frankrijk | 4 − 1   |
| 23 | Colombes            | 13 april 1930    | Vriendschappelijk           | Frankrijk − België | 1 − 6   |
| 24 | Luik                | 25 mei 1930      | Vriendschappelijk           | België − Frankrijk | 1 − 2   |
| 25 | Montrouge           | 7 december 1930  | Vriendschappelijk           | Frankrijk − België | 2 − 2   |
| 26 | Brussel             | 1 mei 1932       | Vriendschappelijk           | België − Frankrijk | 5 − 2   |
| 27 | Colombes            | 26 maart 1933    | Vriendschappelijk           | Frankrijk − België | 3 − 0   |
| 28 | Brussel             | 21 januari 1934  | Vriendschappelijk           | België − Frankrijk | 2 − 3   |
| 29 | Brussel             | 14 april 1935    | Vriendschappelijk           | België − Frankrijk | 1 − 1   |
| 30 | Colombes            | 8 maart 1936     | Vriendschappelijk           | Frankrijk − België | 3 − 0   |
| 31 | Brussel             | 21 februari 1937 | Vriendschappelijk           | België − Frankrijk | 3 − 1   |
| 32 | Parijs              | 30 januari 1938  | Vriendschappelijk           | Frankrijk − België | 5 − 3   |
| 33 | Parijs              | 5 juni 1938      | WK 1938                     | Frankrijk − België | 3 − 1   |
| 34 | Brussel             | 18 mei 1939      | Vriendschappelijk           | België − Frankrijk | 1 − 3   |
| 35 | Parijs              | 24 december 1944 | Vriendschappelijk           | Frankrijk − België | 3 − 1   |
| 36 | Brussel             | 15 december 1945 | Vriendschappelijk           | België − Frankrijk | 2 − 1   |
| 37 | Colombes            | 1 juni 1947      | Vriendschappelijk           | Frankrijk − België | 4 − 2   |
| 38 | Brussel             | 6 juni 1948      | Vriendschappelijk           | België − Frankrijk | 4 − 2   |
| 39 | Colombes            | 17 oktober 1948  | Vriendschappelijk           | Frankrijk − België | 3 − 3   |
| 40 | Brussel             | 4 juni 1950      | Vriendschappelijk           | België − Frankrijk | 4 − 1   |
| 41 | Colombes            | 1 november 1950  | Vriendschappelijk           | Frankrijk − België | 3 − 3   |
| 42 | Brussel             | 22 mei 1952      | Vriendschappelijk           | België − Frankrijk | 1 − 2   |
| 43 | Colombes            | 25 december 1952 | Vriendschappelijk           | Frankrijk − België | 0 − 1   |
| 44 | Brussel             | 30 mei 1954      | Vriendschappelijk           | België − Frankrijk | 3 − 3   |
| 45 | Colombes            | 11 november 1954 | Vriendschappelijk           | Frankrijk − België | 2 − 2   |
| 46 | Brussel             | 25 december 1955 | Vriendschappelijk           | België − Frankrijk | 2 − 1   |
| 47 | Parijs              | 11 november 1956 | WK 1958 kwalificatie        | Frankrijk − België | 6 − 3   |
| 48 | Brussel             | 27 oktober 1957  | WK 1958 kwalificatie        | België − Frankrijk | 0 − 0   |
| 49 | Colombes            | 1 maart 1959     | Vriendschappelijk           | Frankrijk − België | 2 − 2   |
| 50 | Brussel             | 28 februari 1960 | Vriendschappelijk           | België − Frankrijk | 1 − 0   |
| 51 | Parijs              | 15 maart 1961    | Vriendschappelijk           | Frankrijk − België | 1 − 1   |
| 52 | Brussel             | 18 oktober 1961  | Vriendschappelijk           | België − Frankrijk | 3 − 0   |
| 53 | Parijs              | 25 december 1963 | Vriendschappelijk           | Frankrijk − België | 1 − 2   |
| 54 | Brussel             | 2 december 1964  | Vriendschappelijk           | België − Frankrijk | 3 − 0   |
| 55 | Parijs              | 20 april 1966    | Vriendschappelijk           | Frankrijk − België | 0 − 3   |
| 56 | Brussel             | 11 november 1966 | EK 1968 kwalificatie        | België − Frankrijk | 2 − 1   |
| 57 | Nantes              | 28 oktober 1967  | EK 1968 kwalificatie        | Frankrijk − België | 1 − 1   |
| 58 | Brussel             | 15 november 1970 | Vriendschappelijk           | België − Frankrijk | 1 − 2   |
| 59 | Brussel             | 12 oktober 1974  | EK 1976 kwalificatie        | België − Frankrijk | 2 − 1   |
| 60 | Parijs              | 15 november 1975 | EK 1976 kwalificatie        | Frankrijk − België | 0 − 0   |
| 61 | Parijs              | 29 april 1981    | WK 1982 kwalificatie        | Frankrijk − België | 3 − 2   |
| 62 | Brussel             | 9 september 1981 | WK 1982 kwalificatie        | België − Frankrijk | 2 − 0   |
| 63 | Luxemburg           | 31 mei 1983      | Vriendschappelijk           | België − Frankrijk | 1 − 1   |
| 64 | Nantes              | 16 juni 1984     | EK 1984                     | Frankrijk − België | 5 − 0   |
| 65 | Puebla              | 28 juni 1986     | WK 1986                     | Frankrijk − België | 4 − 2   |
| 66 | Parijs              | 25 maart 1992    | Vriendschappelijk           | Frankrijk − België | 3 − 3   |
| 67 | Brussel             | 27 maart 1996    | Vriendschappelijk           | België − Frankrijk | 0 − 2   |
| 68 | Casablanca          | 27 mei 1998      | Vriendschappelijk           | Frankrijk − België | 1 − 0   |
| 69 | Saint-Denis         | 18 mei 2002      | Vriendschappelijk           | Frankrijk − België | 1 − 2   |
| 70 | Brussel             | 18 februari 2004 | Vriendschappelijk           | België − Frankrijk | 0 − 2   |
| 71 | Saint-Denis         | 15 november 2011 | Vriendschappelijk           | Frankrijk − België | 0 − 0   |
| 72 | Brussel             | 14 augustus 2013 | Vriendschappelijk           | België − Frankrijk | 0 − 0   |
| 73 | Saint-Denis         | 7 juni 2015      | Vriendschappelijk           | Frankrijk − België | 3 − 4   |
| 74 | Sint-Petersburg     | 10 juli 2018     | WK 2018                     | Frankrijk − België | 1 − 0   |
| 75 | Turijn              | 7 oktober 2021   | UEFA Nations League 2020/21 | België − Frankrijk | 2 − 3   |
| 76 | Düsseldorf          | 1 juli 2024      | EK 2024                     | Frankrijk – België | 1 − 0   |
| 77 | Décines-Charpieu    | 9 september 2024 | UEFA Nations League 2024/25 | Frankrijk − België | 2 − 0   |
| 78 | Brussel             | 14 oktober 2024  | UEFA Nations League 2024/25 | België − Frankrijk | 1 − 2   |

## Samenvatting
| Competitie          | Totaal gespeeld | Winst België | Gelijk | Winst Frankrijk | Doelsaldo België – Frankrijk |
| ------------------- | --------------- | ------------ | ------ | --------------- | ---------------------------- |
| WK-eindronde        | 3               | 0            | 0      | 3               | 3 − 8                        |
| WK-kwalificatie     | 4               | 1            | 1      | 2               | 7 − 9                        |
| EK-eindronde        | 2               | 0            | 0      | 2               | 0 − 6                        |
| EK-kwalificatie     | 4               | 2            | 2      | 0               | 5 − 3                        |
| UEFA Nations League | 3               | 0            | 0      | 3               | 3 − 7                        |
| Vriendschappelijk   | 62              | 27           | 16     | 19              | 145 − 103                    |
| Totaal              | 78              | 30           | 19     | 29              | 163 − 136                    |

Wedstrijden bepaald door strafschoppen worden, in lijn met de FIFA, als een gelijkspel gerekend.

## Details

### 69ste ontmoeting
| Vriendschappelijk (Saint-Denis, Frankrijk, 18 mei 2002): |              | |
| Frankrijk | 1 – 2        | België |
| Timmy Simons 40' (e.d.) | goals        | 20' Glen De Boeck 90+1' Marc Wilmots |
| Roger Lemerre | bondscoach   | Robert Waseige |
| Ulrich Ramé Lilian Thuram 46' Frank Lebœuf Marcel Desailly Bixente Lizarazu 46' Patrick Vieira Emmanuel Petit Sylvain Wiltord 80' Youri Djorkaeff 46' Christophe Dugarry David Trezeguet 46' | opstellingen | Geert De Vlieger 64' Jacky Peeters Glen De Boeck Daniel Van Buyten 81' Nico Van Kerckhoven 75' Timmy Simons Johan Walem Marc Wilmots 46' Mbo Mpenza 46' Bart Goor Gert Verheyen |
| Willy Sagnol 46' Vincent Candela 46' Johan Micoud 46' Djibril Cissé 46' Alain Boghossian 80'                                                                                                 | wissels      | 46' Wesley Sonck 46' Danny Boffin 64' Eric Deflandre 75' Yves Vanderhaeghe 81' Gaëtan Englebert                                                                                 |
| Frank Lebœuf 17' Bixente Lizarazu 19' Christophe Dugarry 71' | gele kaarten | 14' Jacky Peeters |
| - Debuut van aanvaller Djibril Cissé (AJ Auxerre) voor Frankrijk. |              | |

### 70ste ontmoeting
| Vriendschappelijk (Brussel, België, 18 februari 2004):                                        |       |                                   |
| België                                                                                        | 0 – 2 | Frankrijk                         |
|                                                                                               | goals | 45+1' Sidney Govou 76' Louis Saha |
| - Debuut van Péguy Makanda (Olympique Lyon) en Louis Saha (Manchester United) voor Frankrijk. |       |                                   |

### 73ste ontmoeting
| Vriendschappelijk (Saint-Denis, Frankrijk, 7 juni 2015):                                                                |       |                                                                                         |
| Frankrijk | 3 – 4 | België                                                                                  |
| Mathieu Valbuena 53' (pen.) Nabil Fekir 89' Dimitri Payet 90+1'                                                         | goals | 17' Marouane Fellaini 42' Marouane Fellaini 50' Radja Nainggolan 54' (pen.) Eden Hazard |
| - Debuut van Paul-Georges Ntep (Stade Rennes) voor Frankrijk. - Debuut van Leander Dendoncker (Anderlecht) voor België. |       |                                                                                         |

### 74ste ontmoeting
| WK 2018 (Sint-Petersburg, Rusland, 10 juli 2018): |              | |
| Frankrijk | 1 – 0        | België |
| Samuel Umtiti 51' | goals        | |
| Didier Deschamps | bondscoach   | Roberto Martínez |
| Hugo Lloris Benjamin Pavard Raphaël Varane Samuel Umtiti Lucas Hernández Paul Pogba N'Golo Kanté Blaise Matuidi 86' Antoine Griezmann Olivier Giroud 85' Kylian Mbappé | opstellingen | Thibaut Courtois Toby Alderweireld Vincent Kompany Jan Vertonghen Axel Witsel Kevin De Bruyne 81' Marouane Fellaini 60' Mousa Dembélé Romelu Lukaku Eden Hazard 90' Nacer Chadli |
| Steven Nzonzi 85' Corentin Tolisso 86' | wissels      | 60' Dries Mertens 81' Yannick Carrasco 90' Michy Batshuayi |
| N'Golo Kanté 87' Kylian Mbappé 90+3' | gele kaarten | 63' Eden Hazard 71' Toby Alderweireld 90+4' Jan Vertonghen |